# ホーエイフアスト
ホーエイフアスト（欧字名:Hoei Fast、1984年4月1日 - 不明）は、日本の競走馬、繁殖牝馬。主な勝ち鞍は1987年の全日本アラブクイーンカップ、ミヤノダービー記念。

## 経歴

### 競走馬時代
1987年4月17日、名古屋競馬場でデビューし1着。その後は一般競走、特別競走にて連戦記録を塗り替え続け、8連勝で迎えた全日本アラブクイーンカップにて重賞初勝利。その後も連勝しミヤノダービー記念にて無敗の重賞2勝目を挙げる。5歳初戦は1月22日の東海プリンス。初の2着を記録し、その後も2着3着と勝ち星を逃し12月1日のデッセンバー特別にて初の着外を記録した。結局次走のミヤノダービー記念でのヒロタケスターの7着を最後に船橋競馬場へ移籍。移籍後は一度も出走することなく現役を引退した。

### 繁殖牝馬時代
競走馬引退後は繁殖入りを果たした。1993年3月11日、初仔ホーエイハッピー（父:ヒロタケ）がアラ系4才を勝ち、産駒初勝利を挙げた。
2005年9月付けで用途変更。その後の行方はわかっていない。

## 競走成績
- 1987年（11戦11勝）
- 1988年（6戦0勝）

## 繁殖成績
|        | 馬名               | 誕生年 | 性 | 毛色   | 父                 | 厩舎               | 馬主       | 戦績     | 主な成績      | 供用       | 出典 |
| ------ | ------------------ | ------ | -- | ------ | ------------------ | ------------------ | ---------- | -------- | ------------- | ---------- | ---- |
| 初仔   | ホーエイハッピー   | 1990年 | 牝 | 鹿毛   | ヒロタケ           | 澁谷武久（高崎）   | 豊田幸子   | 6戦1勝   |               | 抹消、繁殖 |      |
| 2番仔  | ホーエイジョオー   | 1991年 | 牝 | 黒鹿毛 | ヒロタケ           | 梅北薫（名古屋）   | 豊田幸子   | 7戦1勝   |               | 抹消、繁殖 |      |
| 3番仔  | ホーエイアバレンボ | 1992年 | 牡 | 鹿毛   | ヒロタケ           | 山岡恒一（高知）   | 川田信義   | 83戦18勝 | 1着・銀嶺争覇 | 抹消       |      |
| 4番仔  | ホーエイリズム     | 1993年 | 牝 | 鹿毛   | ホーエイパレード   | 米川伸也（北海道） | 佐伯健次郎 |          |               | 未出走     |      |
| 5番仔  | ホーエイヒロコ     | 1994年 | 牝 | 鹿毛   | ホーエイヒロボーイ | 田邉睦雄（笠松）   | 豊田幸子   | 27戦11勝 |               | 抹消       |      |
| 6番仔  | ホーエイホーユー   | 1995年 | 牝 | 黒鹿毛 | ホーエイヒロボーイ | 植松則幸（名古屋） | 則武幸弘   | 29戦6勝  |               | 抹消       |      |
| 7番仔  | 馬名未登録         | 1996年 | 牝 | 鹿毛   | ホーエイパレード   |                    |            |          |               | 血統登録   |      |
|        | 不受胎             | 1997年 |    |        | ホーエイヒロボーイ |                    |            |          |               |            |      |
| 8番仔  | ホーエイハンター   | 1998年 | 牡 | 鹿毛   | ホーエイヒロボーイ | 松島壽（荒尾）     | 馬場千惠子 | 68戦18勝 |               | 抹消       |      |
| 9番仔  | ホーエイイチオー   | 1999年 | 牡 | 鹿毛   | ホーエイヒロボーイ | 寺田寛（福山）     | 岡田義見   | 30戦3勝  |               | 抹消       |      |
| 10番仔 | ホーエイコンドル   | 2000年 | 牡 | 鹿毛   | ビコーペガサス     | 奥十一（金沢）     | 福原正博   | 38戦10勝 |               | 抹消       |      |
| 11番仔 | ツキガタホーエイ   | 2001年 | 牝 | 鹿毛   | ホーエイヒロボーイ | 古澤清次（荒尾）   | 首藤義雄   | 45戦5勝  |               | 抹消       |      |
|        | 不受胎             | 2002年 |    |        | ニホンカイユーノス |                    |            |          |               |            |      |
| 12番仔 | ツキガタキング     | 2003年 | 牡 | 鹿毛   | マルシゲエース     | 中尾信一（荒尾）   | 首藤義雄   | 48戦3勝  |               | 抹消       |      |
|        | 種付けせず         | 2004年 |    |        |                    |                    |            |          |               |            |      |
| 13番仔 | ツキガタフブキ     | 2005年 | 牡 | 栗毛   | イセイチフブキ     | 中尾信一（荒尾）   | 首藤義雄   | 8戦0勝   |               | 抹消       |      |
|        | 種付けせず         | 2006年 |    |        |                    |                    |            |          |               |            |      |

## 血統表
| ホーエイフアストの血統                    | ホーエイフアストの血統       | ホーエイフアストの血統 | （血統表の出典） | （血統表の出典） |
| 父 シナノリンボー Shinano Limbo 1975 栗毛 | 父の父タガミホマレ 1962 栗毛 | ミネフジ               | バラツケー       | バラツケー       |
| 父 シナノリンボー Shinano Limbo 1975 栗毛 | 父の父タガミホマレ 1962 栗毛 | ミネフジ               | 梅橋             |                  |
| 父 シナノリンボー Shinano Limbo 1975 栗毛 | 父の父タガミホマレ 1962 栗毛 | バイオレツト           | ミネオカ         | ミネオカ         |
| 父 シナノリンボー Shinano Limbo 1975 栗毛 | 父の父タガミホマレ 1962 栗毛 | バイオレツト           | 第三谷川         |                  |
| 父 シナノリンボー Shinano Limbo 1975 栗毛 | 父の母グレナヴアカ 1961 栗毛 | リンボー               | War Admiral      | War Admiral      |
| 父 シナノリンボー Shinano Limbo 1975 栗毛 | 父の母グレナヴアカ 1961 栗毛 | リンボー               | Boojie           |                  |
| 父 シナノリンボー Shinano Limbo 1975 栗毛 | 父の母グレナヴアカ 1961 栗毛 | ミスタカクラ           | タカクラヤマ     | タカクラヤマ     |
| 父 シナノリンボー Shinano Limbo 1975 栗毛 | 父の母グレナヴアカ 1961 栗毛 | ミスタカクラ           | 弟扇             |                  |
| 母 ミスリビエラ 1976 鹿毛                 | 母の父フジストーム 1972 鹿毛 | ハヤミナミ             | シマタカ         | シマタカ         |
| 母 ミスリビエラ 1976 鹿毛                 | 母の父フジストーム 1972 鹿毛 | ハヤミナミ             | スピーデー       |                  |
| 母 ミスリビエラ 1976 鹿毛                 | 母の父フジストーム 1972 鹿毛 | グローリフアスト       | タツマサ         | タツマサ         |
| 母 ミスリビエラ 1976 鹿毛                 | 母の父フジストーム 1972 鹿毛 | グローリフアスト       | ヨシフジ         |                  |
| 母 ミスリビエラ 1976 鹿毛                 | 母の母キヨミクイン 1964 鹿毛 | ダイニホウシユウ       | クモハタ         | クモハタ         |
| 母 ミスリビエラ 1976 鹿毛                 | 母の母キヨミクイン 1964 鹿毛 | ダイニホウシユウ       | 第七玉盃         |                  |
| 母 ミスリビエラ 1976 鹿毛                 | 母の母キヨミクイン 1964 鹿毛 | ミスジプシー           | ニユーバラツケー | ニユーバラツケー |
| 母 ミスリビエラ 1976 鹿毛                 | 母の母キヨミクイン 1964 鹿毛 | ミスジプシー           | ノブクイン       |                  |